# Osqstämman
Osqstämman är en studentkör grundad 1985 vid Kungliga tekniska högskolan (KTH) i Stockholm. Körens första dirigent var Cecilia Rydinger Alin.